# Магер, Максим Петрович
Максим Петрович Магер (1897 — 16 октября 1941) — советский военный деятель, комкор. Незаконно репрессирован; реабилитирован.

## Биография
Из рабочих, член РСДРП(б) с 1915 года.
В 1918—1922 красноармеец Отдельной кавалерийской бригады 9-й стрелковой дивизии, помощник военкома, военком 2-го кавалерийского полка 9-й стрелковой дивизии, военком 65-го кавалерийского полка, 3-й кавалерийской бригады 11-й кавалерийской дивизии, военком отдела снабжения 11-й кавалерийской дивизии, военком Особой кавалерийской бригады 1-й Конной армии. В 1922—1930 военком 2-й кавалерийской дивизии, в 1930 командир 11-й кавалерийской дивизии, в 1930—1932 командир 3-го кавалерийского корпуса.
В 1927—1930 являлся членом Центральной контрольной комиссии ВКП(б).
Окончил курсы усовершенствования высшего начальствующего состава РККА, в 1932—1938 инспектор и начальник отдела Управления механизации и моторизации РККА, в 1935—1936 командир 9-й механизированной бригады (комбриг), в 1936—1937 начальник автобронетанковых войск Ленинградского военного округа. С 10 мая 1937 — член военного совета Ленинградского военного округа.

## Аресты и расстрел
Арестован 10 сентября 1938 по обвинению в принадлежности к «военно-фашистскому заговору». Был освобожден 29 февраля 1940 года за отсутствием доказательств: вину не признал, а все давшие показания против Магера лица впоследствии от своих признательных показаний отказались. Санкционировавший освобождение Магера главный военный прокурор П. Ф. Гаврилов позднее писал, что в тот же день ему позвонил И. В. Сталин и потребовал объяснений, почему освободили Магера, выражая недовольство этим фактом.
8 апреля 1941 года вновь арестован. И в этот раз он не признал свою вину. Однако Военной коллегией Верховного суда СССР 20 июля 1941 года был приговорен к высшей мере наказания. 16 октября 1941 года был расстрелян. Реабилитирован 15 октября 1955 года.

## Воинские звания
- Комбриг — 28.11.1935[4]
- Комкор — 04.02.1938[5]

## Награды
- Орден Ленина (22 февраля 1938[6])
- 2 ордена Красного Знамени (29.05.1921[7], 16.10.1923[8])